# Скидання дози
Скидання дози (демпінг дози) — це явище метаболізму ліків, у якому фактори навколишнього середовища можуть викликати передчасне та надмірне вивільнення ліків. Це може значно підвищити концентрацію ліків в організмі і, таким чином, спричинити побічні ефекти або навіть спричинену ліками токсичність.
Демпінг дози найчастіше спостерігається у ліків, які приймаються всередину та перетравлюються в шлунково-кишковому тракті. Приблизно в той самий час, коли пацієнти приймають ліки, вони також можуть вживати інші речовини, наприклад жирну їжу або алкоголь, які підсилюють доставляння ліків. Речовини можуть впливати на капсулу препарату, щоб пришвидшити його вивільнення, або вони можуть стимулювати абсорбційні поверхні тіла, щоб збільшити швидкість поглинання ліків.
Скидання дози є великим недоліком лікарської форми пролонгованого вивільнення.
Загалом фармацевтичні компанії намагаються уникати препаратів зі значним ефектом скидання дози. Такі ліки схильні до проблем і часто вилучаються з ринку. Так було з болезаспокійливим препаратом Palladone (Once Daily) через його ефект скидання дози при прийманні з алкоголем.

## Види дозового скидання

### Скидання дози, спричинене алкоголем (СДоСА, AIDD)
За визначенням, це ненавмисне швидке вивільнення великих кількостей дози з модифікованим вивільненням через одночасне вживання етанолу.
Деякі взаємодії між алкоголем, біологічними факторами та формою препарату можуть впливати на появу СДоСА через:
- Порушення механізму вивільнення ліків.[3]
- Подовження спорожнення шлунка.[4]
- Зміна кількості шлункової кислоти.
- Посилення всмоктування препарату за рахунок підвищення розчинності.[5]
- Збільшення ефекту змочування і, отже, прискорення вивільнення препарату.[6]
- Зниження здатності до набрякання матрицею, прискорення вивільнення.[7]

### Скидання дози спричинені їжею (СДСЇ, FIDD)
Приймання їжі викликає динамічні зміни в травленні та фармакокінетиці за допомогою різноманітних механізмів, які можуть призвести до ненавмисного скидання при використанні модифікованого вивільнення за певних обставин. Зазвичай дієти з високим вмістом жиру найбільше пов'язані з цим явищем, але є докази того, що їжа зі стандартним складом може спричинити це навіть у композиціях із негайним вивільненням, як, наприклад, у випадку метилфенідату.
Деякі з механізмів, задіяних у СДСЇ:
- Зміни складу та об'єму просвітної рідини.
- Зміна моторики шлунково-кишкового тракту і, як наслідок, часу проходження через шлунок.
- Варіації концентрації жовчних солей і ліпідів .
- Втрата цілісності матриці препарату через зміни рН, жиру та жовчі.